# Camponotus cinctellus
Camponotus cinctellus é uma espécie de inseto do gênero Camponotus, pertencente à família Formicidae.